# Sepp Maier
Josef Dieter "Sepp" Maier (født 28. februar 1944 i Metten, Tyskland) er en tidligere tysk fodboldmålmand, der opnåede 95 landskampe for det vesttyske landshold.
Han blev anset som én af verdens bedste målmænd op gennem 1970'erne og spillede i hele sin professionelle karriere for Bayern München, som han fejrede store triumfer med. Han vandt det nationale mesterskab fire gange og pokalmesterskabet ligeledes fire gange.
Herudover er han blevet kåret som årets spiller i Vesttyskland 1975, 1977 og 1978.
Han deltog ved VM i fodbold fire gange (1966-1978) og blev verdensmester med Vesttyskland i 1974. Herudover har han for sit land vundet EM i 1972.
I 1979 var han nødsaget til at stoppe karrieren efter at have været impliceret i en trafikulykke.
I dag arbejder han som målmandstræner i Bayern München og i forbindelse med det tyske landshold.